# Matías Valdez (futbolista)
Matías Valdez (6 de junio de 1991; Mendoza, Argentina) es un futbolista argentino que se desempeña como defensor y actualmente juega en Nueva Chicago de la Primera B Nacional, segunda división del fútbol argentino.

## Trayectoria
Matías Valdez surgió de la cantera futbolística del Club Cuadro Nacional de San Rafael, pasó brevemente después por las divisiones inferiores de Huracán y luego emigró al Club Atlético Lanús.
Debido al convenio existente con Lanús, fue cedido a mediados de 2010 al Club Atlético Atlanta de la tercera categoría del fútbol argentino, donde logró el ascenso a la Primera B Nacional coronándose campeón del torneo. Debutó como profesional en la primera fecha frente a Brown de Adrogué, el 24 de julio de 2010. Disputó 24 partidos y fue expulsado una vez.
El 6 de mayo de 2012, el mendocino hizo su debut en el Primer equipo de Lanús en una victoria del granate 1 a 0 frente a Godoy Cruz.
A mediados de 2012, fue cedido nuevamente por una temporada al Club Atlético Atlanta para jugar en la Primera B Metropolitana, tercera categoría del fútbol argentino. Allí se mantuvo una temporada habiendo jugado 34 partidos sin marcar goles y siendo expulsado una vez. Su equipo ocupó la tercera posición del torneo aunque no pudo ascender a la segunda división de Argentina.
Luego de terminarse su préstamo con Atlanta y de volver a Lanús, de cara al Campeonato 2013-14, fue cedido nuevamente, esta vez al Club Social y Deportivo Flandria de la Primera B Metropolitana. Su equipo sufrió el descenso a la Primera C, cuarta categoría del fútbol argentino. Marcó 3 goles en 35 partidos.
A mitad de 2014 finalizó su contrato con Lanús y quedó en condición de libre, Por eso firmó contrato por 18 meses con el Club Villa Dálmine de la B Metropolitana, donde hizo una gran campaña. Su equipo logró el ascenso a la Primera B Nacional, segunda división del fútbol argentino, y el defensor jugó 19 partidos durante todo el semestre. En 2015, Villa Dálmine hizo un gran torneo, asentándose en la categoría y Valdez disputó 39 partidos durante todo el campeonato.
Para el primer semestre de 2016, debido a sus buenos rendimientos, Valdez firmó por 18 meses con el Club Atlético Nueva Chicago de la Primera B Nacional. Fue titular en la primera fecha del campeonato, donde su equipo derrotó 2 a 0 a Almagro. En la tercera fecha convirtió su primer gol en el empate 1 a 1 frente a Atlético Paraná. Disputó 15 partidos convirtiendo 1 gol. Pese a que la institución tenía una deuda de más de 6 meses con el plantel, no hizo uso de la cláusula de rescisión de contrato al finalizar el campeonato. Aseguró su continuidad en el club debido a los buenos rendimientos que mantuvo a lo largo del torneo.
Finalizando el mes de agosto de 2016, por la primera fecha del campeonato, frente a Crucero del Norte sufriría una rotura de ligamentos en la rodilla derecha que lo mantuvo fuera de las canchas por varios meses. Al recuperarse definitivamente de dicha lesión, disputó los últimos 5 partidos del campeonato.

## Clubes
| Club                                                                | País      | Año             | PJ | Goles |
| ------------------------------------------------------------------- | --------- | --------------- | -- | ----- |
| Lanús                                                               | Argentina | 2011 - 2012     | 1  | 0     |
| Atlanta                                                             | Argentina | 2012 - 2013     | 58 | 3     |
| Flandria                                                            | Argentina | 2013 - 2014     | 34 | 0     |
| Villa Dálmine                                                       | Argentina | 2014 - 2015     | 18 | 0     |
| Nueva Chicago                                                       | Argentina | 2016 - Presente | 19 | 1     |
| Última actualización: Nueva Chicago vs. Chacarita Juniors, 23.07.17 |           |                 |    |       |

## Palmarés
| Club          | Campeonato                   | País      | Año  |
| ------------- | ---------------------------- | --------- | ---- |
| Villa Dálmine | Ascenso a Primera B Nacional | Argentina | 2014 |